# シャールボガールド - バータセーク線
シャールボガールド - バータセーク線（ハンガリー語: Sárbogárd–Bátaszék-vasútvonal）は、ハンガリー国鉄の鉄道線の名称である。路線番号は46。
2023年度まで、バータセーク以南の路線番号が154であった。

## 運行形態[1]

### 特急「エクスプレス」(Ex)
- スゴヴィツァ号：　ブダペスト ← バータセーク ← バヤ　【休日運行】
休日限定で、北行片道1本のみの運行。シャールボガールド以北は40号線に直通する。
2021年冬以前は、「ゲメンツ」号が一日1往復、「スゴヴィツァ」号が夏季を除き週1往復の運行であった。旧スゴヴィツァ号の南行はツェツェ以南の快速停車駅に、ゲメンツ号の北行はエーチェーニとデチに停車していた。ゲメンツ号のブダペスト方面行に限り、アルショーニェークとペルベイに停車していた。

### 快速「インターレギオ」(IR)
- ゲメンツ号：　セーケシュフェヘールヴァール - バータセーク - バヤ
2時間に1本の運行。シャールボガールド以北は45号線に、バータセーク以南は154号線に直通する。シャールボガールドで、40号線のブダペスト方面特急に接続する。
2021年冬以前は、シャールボガールド発着で、2-4時間に1本の運行であった。

### 普通
下記3系統に分かれる。
- (シャールボガールド - ) トルナ・メジ - バータセーク ( - バヤ )
平日は一日5-6往復、休日は2往復の運行。トルナ・メジ以北は本数が少なく、特にシャールボガールドまで運行されるのは平日1.5往復、休日は1往復のみとなる。休日のシャールボガールド行1本に限り、パラーンクを通過する。バヤへの直通は平日のみ一日2往復となる。
2020年以前は、シャールボガールドまで平日一日2.5往復で、休日も2本がシャールボガールド始発であった。2021年は、シャールボガールド発着の本数が平日1.5往復、休日南行1本であった。

- セーケシュフェヘールヴァール - レートシラシュ - ナジドログ　【平日運行】
一日1往復の運行。レートシラシュ以北は45号線と直通する。
2020年以前は、ツェツェ以北のみの運行であった。

- バータセーク - バヤ
一日4往復の運行。バータセーク以西は、3.5往復が50号線のドンボーヴァールまで直通する。
2021年度以前は、一日3-4往復の運行であった。

- 過去の運行系統
  - ドゥナウーイヴァーロシュ - レートシラシュ - ツェツェ (S432系統)
2022年度以前、一日3往復運行していた。レートシラシュ以北は43号線と直通していた。

## 駅一覧
以下では、ハンガリー国鉄46号線の駅と営業キロ、停車列車、接続路線などを一覧表で示す。
- 種別
  - Ex：特急
  - IR：急行
  - S：普通
- 停車駅
  - ■印：全列車停車
  - ●印：大部分停車、一部通過
  - ○印：大部分通過、一部停車
  - ｜印：全列車通過

| 路線名 | 駅名                       | 駅間営業キロ | 累計営業キロ | Ex | IR | Sz | 接続路線                       | 所在地               | 所在地               |
| ------ | -------------------------- | ------------ | ------------ | -- | -- | -- | ------------------------------ | -------------------- | -------------------- |
| 40     | シャールボガールド駅       |              | -9.4         | ｜ | ■  | ■  | 40号線、45号線                 | フェイェール県       | シャールボガールド郡 |
| 46     | レートシラシュ駅           | 9.4          | 0.0          | ｜ | ｜ | ■  | 40号線、43号線                 | フェイェール県       | シャールボガールド郡 |
| 46     | ツェツェ駅                 | 5.0          | 5.0          | ｜ | ■  | ■  |                                | フェイェール県       | シャールボガールド郡 |
| 46     | ヴァイタ駅                 | 6.8          | 11.8         | ｜ | ■  | ■  |                                | フェイェール県       | シャールボガールド郡 |
| 46     | ナジドログ駅               | 11.3         | 23.1         | ｜ | ■  | ■  |                                | トルナ県             | パクシュ郡           |
| 46     | テンゲリツ駅               | 11.9         | 35.0         | ｜ | ■  | ■  |                                | トルナ県             | パクシュ郡           |
| 46     | ファーツァーンケルト駅     | 8.1          | 43.1         | ｜ | ■  | ■  |                                | トルナ県             | トルナ郡             |
| 46     | トルナ・メジ駅             | 4.1          | 47.2         | ｜ | ■  | ■  |                                | トルナ県             | トルナ郡             |
| 46     | セクサールド・パラーンク駅 | 4.1          | 51.3         | ｜ | ｜ | ●  |                                | トルナ県             | セクサールド郡       |
| 46     | セクサールド駅             | 3.8          | 55.1         | ■  | ■  | ■  |                                | トルナ県             | セクサールド郡       |
| 46     | エーチェーニ駅             | 4.2          | 59.3         | ｜ | ■  | ■  |                                | トルナ県             | セクサールド郡       |
| 46     | デチ駅                     | 4.1          | 63.4         | ｜ | ■  | ■  |                                | トルナ県             | セクサールド郡       |
| 46     | バータセーク駅             | 11.3         | 74.7         | ■  | ■  | ■  | 50号線（ドンボーヴァール方面） | トルナ県             | セクサールド郡       |
| 46     | アルショーニェーク駅       | 1.9          | 76.6         | ｜ | ■  | ■  |                                | トルナ県             | セクサールド郡       |
| 46     | ペルベイ駅                 | 7.0          | 83.6         | ｜ | ■  | ■  |                                | トルナ県             | セクサールド郡       |
| 46     | バヤ・ドゥナフュルデー駅   | 7.4          | 91.0         | ｜ | ｜ | ●  |                                | バーチ・キシュクン県 | バヤ郡               |
| 46     | バヤ駅                     | 3.1          | 94.1         | ■  | ■  | ■  | 154号線（ケチケメート方面）    | バーチ・キシュクン県 | バヤ郡               |